# حدبة الحجاورة (المغربة)

تعديل مصدري - تعديل

حدبة الحجاورة هي إحدى قرى عزلة نيسا بمديرية المغربة التابعة لمحافظة حجة، بلغ تعداد سكانها 1823 نسمة حسب تعداد اليمن لعام 2004.